# Tanikaze Kajinosuke

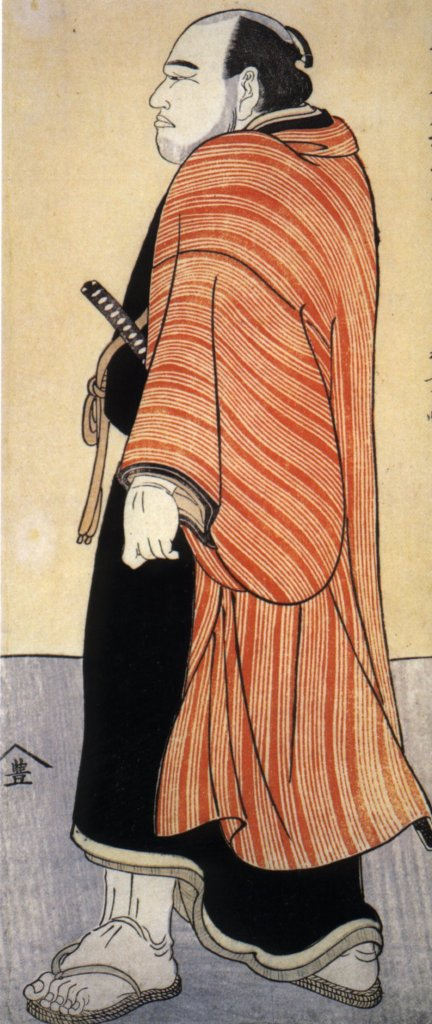
Tanikaze auf einem alten Holzschnitt

Tanikaze Kajinosuke (jap. 谷風 梶之助; * 8. September 1750 in Kasuminome, Miyagi-gun (heute: Kasuminome, Wakabayashi-ku, Sendai); † 27. Februar 1795) war ein berühmter Sumōringer der Edo-Zeit und der erste historisch verbürgte Yokozuna.
Tanikaze, der unter dem Namen Kaneko Yoshirō (金子 与四郎) als Sohn eines Bauern zur Welt kam, begann im Alter von 19 unter dem Kampfnamen Dategaseki (達ヶ関) mit dem Sumō und trat in Kämpfen an, bis er mit 44 an Influenza verstarb. Die Influenza wurde daher und weil kaze neben ‚Wind‘ auch ‚Erkältung‘ bedeuten kann, dann nach ihm auch selbst tanikaze genannt.
Im Laufe von 70 Turnieren unterlag er nur in 20 Kämpfen. Zweimal gewann er sieben Turniere in Serie ohne Niederlage. Ihm half dabei freilich seine überragende Statur: Mit 1,89 Meter Körpergröße und 169 Kilogramm Gewicht war er für damalige japanische Verhältnisse ein Riese. Seine Popularität spiegelt sich in den zahlreichen erhaltenen Ukiyo-e-Holzschnitten wider, die ihn im Porträt oder beim Kampf zeigen.
1789 wurden Tanikaze und Onogawa, die zu diesem Zeitpunkt als Sekiwake kämpften, zu Yokozunas befördert. Sie wurden auf den Banzuke-Ranglisten jedoch weiterhin als Ōzeki geführt, da der Yokozuna in der Anfangszeit nur als eine Art Ōzeki mit besonderer zeremonieller Befugnis galt. Diese bestand darin, dass den beiden zum ersten Mal erlaubt wurde, ein Yokozuna Dohyō-iri abzuhalten. Noch heute ist diese besondere Ringbetretungszeremonie den Trägern des Großmeistertitels vorbehalten. Obwohl Tanikaze nach der offiziellen Geschichtsschreibung des Sumō nur als vierter Yokozuna gilt, könnte es sein, dass er tatsächlich der erste war. Für die drei Vorgänger ist die historische Faktenlage jedenfalls so dünn, dass sie wohl dem Reich der Legenden zuzuordnen sind.